# 漂浪青春
《漂浪青春》是周美玲所導演的一部台灣電影，由三映電影文化事業有限公司製作。《漂浪青春》與周美玲導演的上一部作品《刺青》一樣，是講述女同性戀的電影，與《刺青》、《豔光四射歌舞團》三部並列為「同志系列三部曲」，分別代表彩虹旗上的紅色（象徵生命）、綠色（象徵自然）、黃色（象徵太陽）。

## 角色
| 演員   | 角色     | 背景                                                             |
| ------ | -------- | ---------------------------------------------------------------- |
| 房思瑜 | 菁菁     | 盲女歌手，因為與樂師竹篙相戀，而與妹妹妹狗發生矛盾。             |
| 趙逸嵐 | 竹篙     | 流浪樂師，經年輕水蓮啟蒙後確定愛的是女生，後與盲女歌手菁菁相戀。 |
| 白芝穎 | 妹狗     | 菁菁的妹妹，由於喜歡上樂師竹篙而於姐姐發生情感矛盾。             |
| 王學仁 | 阿彥     | Gay，水蓮的丈夫，在感染愛滋病後，與年老水蓮相伴終老。            |
| 陸弈靜 | 年老水蓮 | 阿茲海默症患者，記憶不清楚，將阿彥錯當成情人阿海。               |
| 徐麗雯 | 年輕水蓮 | 家中經營布袋戲團，以火辣的表演吸引觀眾，與竹篙有過一段過往。     |

## 劇情
電影是由三段不連串但互相相關的故事所構成

### 妹狗
八歲的妹狗（白芝穎飾）在嫉妒中發現了愛情，英姿煥發的女樂師竹篙（趙逸嵐飾），令她臉紅心跳迷倒不已，卻無意間發現盲歌女姐姐（房思瑜飾）和樂師間的親密接吻。憤怒失落的妹狗惡意的讓姐妹迷失於廟會中，社工質疑姐姐照顧妹妹的能力，同時，妹狗賭氣的留在寄養家庭裡，從此與姐姐相隔天涯過著優渥的生活，但她的心中總有些失落懊悔...。 

### 水蓮
水蓮（陸弈靜飾），五十五歲，青春的記憶猶在，怎知愛情早已到了盡頭，只剩下自己孤單的長影。失智的她活在紛亂的記憶裡，尋找早已去世的愛人。年輕時，水蓮（徐麗雯飾）曾與阿彥假結婚，並各自在同性愛人間來去，阿彥得了愛滋病自悲自盡不願就醫。 
水蓮把阿彥誤認為是過世的同志愛人，固執地將阿彥留在身邊，並要求他穿上女裝，以免這段同性戀情曝光；阿彥不忍一再戳破水蓮，只好任她擺佈；於是，一個失憶的婆婆和一個異裝的阿公，並肩坐在公園裡，形象怪異；但這古怪的形狀卻引來一群惡少看不順眼，他們戲弄阿彥、挑釁辱罵，一場尷尬至極的衝突就要爆發……。

### 竹篙
前兩個故事，都有同樣一個人物做為穿插，那就是竹篙，男孩子氣的竹篙和女性化的阿彥是要好的玩伴；這年他們還不到17歲。竹篙發育中的女性身體，令她感到渾身不對勁；她偷偷束綁自己的乳房，同時也因為自己「半男娘」的狀態，遭到大哥的排擠；竹篙不明白自己到底是男還是女，找不到自己在家族社會中的定位。 
竹篙和布袋戲班舞孃水蓮發生了一夜戀情，兩人在身體的探索中探索著各自的困惑；青春的秘密在暗夜中流動，竹篙漸漸明白了自我；天亮，她們的困惑已消失，竹篙已有了長大的感覺……。青春，在探索身體、追尋愛情中，如夢一般迅速遠去，她決定獨立生活，而未知的命運，將在遠方等著她勇敢去探索……

## 宣傳與票房
漂浪青春一開始時是定名為《妹狗、水蓮與竹篙》，並於2007年10月時在台北同玩節活動中首次播放，之後導演徵求各種意見，最後將片名更改為《漂浪青春》以符合電影所呈現的意象訴求。

## 電影音樂
漂浪青春的電影音樂，包括影片中的演員所演唱的歌曲以及背景配樂，都是由台灣美聲歌后許景淳所創作。

## 周邊商品
- 電影DVD在2008年11月29日發行

## 得獎紀錄
- 2008年柏林影展 入圍電影大觀(Panorama)單元

## 軼聞
周美玲導演偕同《漂浪青春》演員房思瑜、趙逸嵐參加東京國際同志影展，與日本知名前AV女優飯島愛相見，飯島愛對周美玲導演一見傾心，她表示很可惜錯過該片首映，有機會也想跟導演合作，嘗試女同志角色。

## 外部連結
- 漂浪青春 電影官方部落格 （页面存档备份，存于）
- Yahoo奇摩電影上《漂浪青春》的資料（繁體中文）
- MSN娛樂上《漂浪青春》的資料（繁體中文）

- 開眼電影網上《漂浪青春》的資料（繁體中文）
- 豆瓣电影上《漂浪青春》的資料 （简体中文）
- 时光网上《漂浪青春》的資料（简体中文）
- AllMovie上《漂浪青春》的资料（英文）
- 爛番茄上《漂浪青春》的資料（英文）
- 香港影庫上《漂浪青春》的資料（繁體中文）
- 互联网电影数据库（IMDb）上《漂浪青春》的资料（英文）